# Bordéus-Paris
A Bordéus-Paris foi uma carreira ciclista francesa que se disputava entre Bordéus e Paris. 
Criou-se em 1891. Celebraram-se 86 edições, sendo a última a de 1988. Esta prova foi única em seu género, tanto pelo seu comprimento, de uns 600 km, como por seu desenvolvimento. Durante a segunda parte do percurso, o corredor situava-se depois de uma moto chamada Derny, com o objectivo de reduzir a resistência do ar, o que lhe permitia atingir velocidades da ordem de 50 a 60 km/h.
Herman Van Springel ostenta o recorde do maior número de vitórias, com um total de sete.

## Palmarés
| Ano     | Ganhador                                         | Segundo                                          | Terceiro                                         |
| 1891    | Georges Pilkington Mills                         | Montague Holbein                                 | Selwyn Francis Edge                              |
| 1892    | Auguste Stéphane                                 | Célestin Vigneaux                                | Charles Hoden                                    |
| 1893    | Louis Cottereau                                  | Auguste Stéphane                                 | Jean-Marie Corre                                 |
| 1894    | Lucien Lesna                                     | Charles Lucas                                    | John Dunlop Lumsden                              |
| 1895    | Charles Meyer                                    | Jean-Marie Corre                                 | Henri Coullibeuf                                 |
| 1896    | Arthur Linton e Gaston Rivierre                  | Arthur Linton e Gaston Rivierre                  | Marius Thé                                       |
| 1897    | Gaston Rivierre                                  | Mathieu Cordang                                  | Charles Meyer                                    |
| 1898    | Gaston Rivierre                                  | Maurice Garin                                    | Thaddeus Robl                                    |
| 1899    | Constant Huret                                   | Josef Fischer                                    | Maurice Garin                                    |
| 1900    | Josef Fischer                                    | Maurice Garin                                    | Ambroise Garin                                   |
| 1901    | Lucien Lesna                                     | Hippolyte Aucouturier                            | Jean Fischer                                     |
| 1902    | Édouard Wattelier                                | Michel Frédérick                                 | Ambroise Garin                                   |
| 1902    | Maurice Garin                                    | Lucien Lesna                                     | Rodolfo Muller                                   |
| 1903    | Hippolyte Aucouturier                            | Léon Georget                                     | Gustave Pasquier                                 |
| 1904    | Fernand Augereau                                 | Jean Dargassies                                  | Georges Fleury                                   |
| 1905    | Hippolyte Aucouturier                            | René Pottier                                     | Henri Cornet                                     |
| 1906    | Marcel Cadolle                                   | Henri Cornet                                     | Louis Trousselier                                |
| 1907    | Cyrille Van Hauwaert                             | Augustin Ringeval                                | Gustave Garrigou                                 |
| 1908    | Louis Trousselier                                | Cyrille Van Hauwaert                             | Émile Georget                                    |
| 1909    | Cyrille Van Hauwaert                             | Louis Trousselier                                | Émile Georget                                    |
| 1910    | Émile Georget                                    | Louis Trousselier                                | Léon Georget                                     |
| 1911    | François Faber                                   | Gustave Garrigou                                 | Jules Masselis                                   |
| 1912    | Émile Georget                                    | Lucien Petit-Breton                              | Gustave Garrigou                                 |
| 1913    | Louis Mottiat                                    | Cyrille Van Hauwaert                             | René Vanderberghe                                |
| 1914    | Paul Deman                                       | Marcel Buysse                                    | Cyrille Van Hauwaert                             |
| 1915-18 | Não se disputou devido à Primeira Guerra Mundial | Não se disputou devido à Primeira Guerra Mundial | Não se disputou devido à Primeira Guerra Mundial |
| 1919    | Henri Pélissier                                  | Louis Heusghem                                   | Albert Dejonghe                                  |
| 1920    | Eugène Christophe                                | Louis Heusghem                                   | Louis Mottiat                                    |
| 1921    | Eugène Christophe                                | Jean Alavoine                                    | Philippe Thys                                    |
| 1922    | Francis Pélissier                                | Louis Mottiat                                    | Émile Masson Sr.                                 |
| 1923    | Émile Masson Sr.                                 | Francis Pélissier                                | Louis Mottiat                                    |
| 1924    | Francis Pélissier                                | Émile Masson senior                              | Jean Alavoine                                    |
| 1925    | Henri Suter                                      | Gérard Debaets                                   | Hector Martin                                    |
| 1926    | Adelin Benoit                                    | Julien Delbecque                                 | Lucien Buysse                                    |
| 1927    | George Ronsse                                    | Adelin Benoit                                    | Gustave Van Slembrouck                           |
| 1928    | Hector Martin                                    | Maurice De Waele                                 | Ernest Neuhard                                   |
| 1929    | George Ronsse                                    | Hector Martin                                    | Joseph Demuysere                                 |
| 1930    | George Ronsse                                    | Francis Pélissier                                | Joseph Demuysere                                 |
| 1931    | Bernard Van Rysselberghe                         | Romain Gijssels                                  | Frans Bonduel                                    |
| 1932    | Romain Gijssels                                  | Frans Bonduel                                    | Alfons Schepers                                  |
| 1933    | Fernand Mithouard                                | Bernard Van Rysselberghe                         | Romain Gijssels                                  |
| 1934    | Jean Noret                                       | Raymond Louviot                                  | Julien Moineau                                   |
| 1935    | Edgard De Caluwé                                 | Julien Moineau                                   | Jules Merviel                                    |
| 1936    | Paul Chocque                                     | Jules Rossi                                      | Benoit Faure                                     |
| 1937    | Joseph Somers                                    | Louis Thiétard                                   | Benoit Faure                                     |
| 1938    | Marcel Laurent                                   | René Walschot                                    | Jules Rossi                                      |
| 1939    | Marcel Laurent                                   | René Walschot                                    | Jean Majerus                                     |
| 1940-45 | Não se disputou devido à Segunda Guerra Mundial  | Não se disputou devido à Segunda Guerra Mundial  | Não se disputou devido à Segunda Guerra Mundial  |
| 1946    | Émile Masson                                     | Joseph Somers                                    | Joseph Soffietti                                 |
| 1947    | Joseph Somers                                    | Albert Dubuisson                                 | Roger Lévêque                                    |
| 1948    | Ange Le Strat                                    | Gérard Buyl                                      | René Walschot                                    |
| 1949    | Jacques Moujica                                  | Émile Masson                                     | Éloi Tassin                                      |
| 1950    | Wim van Est                                      | Maurice Diot                                     | Joseph Somers                                    |
| 1951    | Bernard Gauthier                                 | Wim van Est                                      | Maurice Diot                                     |
| 1952    | Wim van Est                                      | Maurice Diot                                     | Jean Gueguen                                     |
| 1953    | Ferdi Kübler                                     | Wim van Est                                      | Guido De Santi                                   |
| 1954    | Bernard Gauthier                                 | Wim van Est                                      | Fiorenzo Magni                                   |
| 1955    | Não se disputou                                  | Não se disputou                                  | Não se disputou                                  |
| 1956    | Bernard Gauthier                                 | Stan Ockers                                      | Jean-Marie Cieleska                              |
| 1957    | Bernard Gauthier                                 | Jacques Dupont                                   | François Mahé                                    |
| 1958    | Jean-Marie Cieleska                              | Pino Cerami                                      | Jos Hoevenaers                                   |
| 1959    | Louison Bobet                                    | Roger Hassenforder                               | Guillaume Van Tongerloo                          |
| 1960    | Marcel Janssens                                  | François Mahé                                    | Piet Oellibrandt                                 |
| 1961    | Wim van Est                                      | Louison Bobet                                    | Camille Le Menn                                  |
| 1962    | Jo de Roo                                        | François Mahé                                    | Marcel Janssens                                  |
| 1963    | Tom Simpson                                      | Piet Rentmeester                                 | Bastiaan Maliepaard                              |
| 1964    | Michel Nedelec                                   | Jean Stablinski                                  | Theo Nijs                                        |
| 1965    | Jacques Anquetil                                 | Jean Stablinski                                  | Thomas Simpson                                   |
| 1966    | Jan Janssen                                      | Joseph Groussard                                 | Jean-Claude Lefebvre                             |
| 1967    | Georges Van Coningsloo                           | Herman Van Springel                              | Noël Foré                                        |
| 1968    | Émile Bodart                                     | Raymond Delisle                                  | Rolf Wolfshohl                                   |
| 1969    | Walter Godefroot                                 | Jan Janssen                                      | Michel Perin                                     |
| 1970    | Herman Van Springel                              | Lucien Aimar                                     | Roger Rosiers                                    |
| 1971-72 | Não se disputou                                  | Não se disputou                                  | Não se disputou                                  |
| 1973    | Enzo Mattioda                                    | Cyrille Guimard                                  | Walter Godefroot                                 |
| 1974    | Herman Van Springel e Régis Delépine             | Herman Van Springel e Régis Delépine             | Leif Mortensen                                   |
| 1975    | Herman Van Springel                              | Régis Delépine                                   | Robert Mintkiewicz                               |
| 1976    | Walter Godefroot                                 | Herman Van Springel                              | André Chalmel                                    |
| 1977    | Herman Van Springel                              | Walter Godefroot                                 | André Chalmel                                    |
| 1978    | Herman Van Springel                              | Roger Rosiers                                    | Régis Delépine                                   |
| 1979    | Andre Chalmel                                    | Régis Delépine                                   | Herman Van Springel                              |
| 1980    | Herman Van Springel                              | Roland Berland                                   | Joaquim Agostinho                                |
| 1981    | Herman Van Springel                              | Ferdi Van Den Haute                              | Maurice Le Guilloux                              |
| 1982    | Marcel Tinazzi                                   | Maurice Le Guilloux                              | Pascal Poisson                                   |
| 1983    | Gilbert Duclos-Lassalle                          | Etienne Van Der Helst                            | Dominique Sanders                                |
| 1984    | Hubert Linard                                    | Maurice Le Guilloux                              | Pierre Bazzo                                     |
| 1985    | René Martens                                     | Gilbert Duclos-Lassalle                          | Guy Gallopin                                     |
| 1986    | Gilbert Glaus                                    | Guy Gallopin                                     | Bernard Vallet                                   |
| 1987    | Bernard Vallet                                   | Gilbert Duclos-Lassalle                          | Guy Gallopin                                     |
| 1988    | Jean-François Rault                              | Bernard Chesneau                                 | Henri Dorgelo                                    |